# Batalla de Zarumilla
La batalla de Zarumilla fue un conjunto de combates entre las fuerzas armadas de Perú y las de Ecuador ocurridos entre el 23 y el 31 de julio de 1941 durante la Guerra peruano-ecuatoriana.

## Antecedentes
La guerra peruano-ecuatoriana se desarrolló entre 1941 y 1942. Las versiones de Perú y Ecuador sobre quien inició las hostilidades solo coinciden en que los primeros encuentros ocurrieron en la mañana del sábado 5 de julio de 1941.
- La versión ecuatoriana afirma que los incidentes del 5 de julio se iniciaron cuando una patrulla fronteriza ecuatoriana encontró a algunos civiles peruanos, protegidos por policías, limpiando de vegetación un terreno en el lado ecuatoriano del río Zarumilla. Al divisar a la patrulla, los policías peruanos abrieron fuego y mataron a dos soldados ecuatorianos (Emboscada de Bramador), a esto siguió un intercambio de disparos entre las tropas ubicadas a ambos lados de la frontera, a la vez que dos oficiales ecuatorianos fueron enviados a Aguas Verdes para hablar con el oficial al mando. Ellos fueron advertidos por las autoridades peruanas de volver a sus líneas.[7]
- La versión peruana, según el parte oficial del alférez GC Miguel Bocángel Cuadros[8][9] jefe del puesto de la Guardia Civil del Perú establecido en la localidad de Aguas Verdes, señala que a las 10.30 horas de la mañana del sábado 5 de julio de 1941, el Ejército del Ecuador atacó a los puestos peruanos de Aguas Verdes, La Palma, El Porvenir, Lechugal, Quebrada Seca y Matapalo. La Guardia Civil del Perú, que contaba con medios limitados de combate, por más de 30 minutos se enfrentó al atacante y contuvo su avance. Ante ello, los peruanos respondieron enviando una compañía de infantería a Aguas Verdes que rechazaron a los ecuatorianos obligándolos a retirarse al otro lado del río Zarumilla. Luego de los incidentes entre las guarniciones de Huaquillas y Aguas Verdes, los enfrentamientos se extendieron a otros puntos de la línea de frontera, siendo particularmente intensos en la región de Chacras, en donde las fuentes peruanas refieren otro intento ecuatoriano de atravesar el río, el cual habría sido rechazado por personal del Batallón de Infantería n.º 5. Tras los incidentes, el Comando del Agrupamiento del Norte dispuso el desplazamiento de la 1.ª División Ligera a sus posiciones previstas a lo largo de la ribera del Zarumilla.  El 6 de julio, la aviación militar peruana realizó ataques aéreos contra los puestos fronterizos ecuatorianos a lo largo del río.[10]

Las fuerzas armadas del Perú, en aquel periodo contaban con tropas más numerosas, mejor equipadas y preparadas, luego de cruentos combates y tenaz oposición presentada por el adversario, a las fuerzas ecuatorianas, que eran de 5214 hombres retirándolos de los márgenes del Zarumilla y procediendo a ocupar la provincia de El Oro. 
Luego de los incidentes fronterizos, en la noche del 6 de julio el comandante superior del Ejército ecuatoriano dispone la formación de la V Brigada de Infantería en El Oro, al mando del coronel Luis Rodríguez, que fue constituida por un batallón de Carabineros tomado de Guayaquil, dos batallones de infantería que debían marchar desde Quito, el Grupo de Artillería "Mariscal Sucre" y los elementos de la Jefatura de Seguridad de la Frontera, compuestos por los batallones "Montecristi" y "Cayambe" y un batallón de carabineros.
El 23 de julio de 1941, luego de diversos choques fronterizos, las fuerzas militares peruanas lanzaron una ofensiva militar contra la provincia costera de El Oro.

## Enfrentamientos

### Quebrada Seca

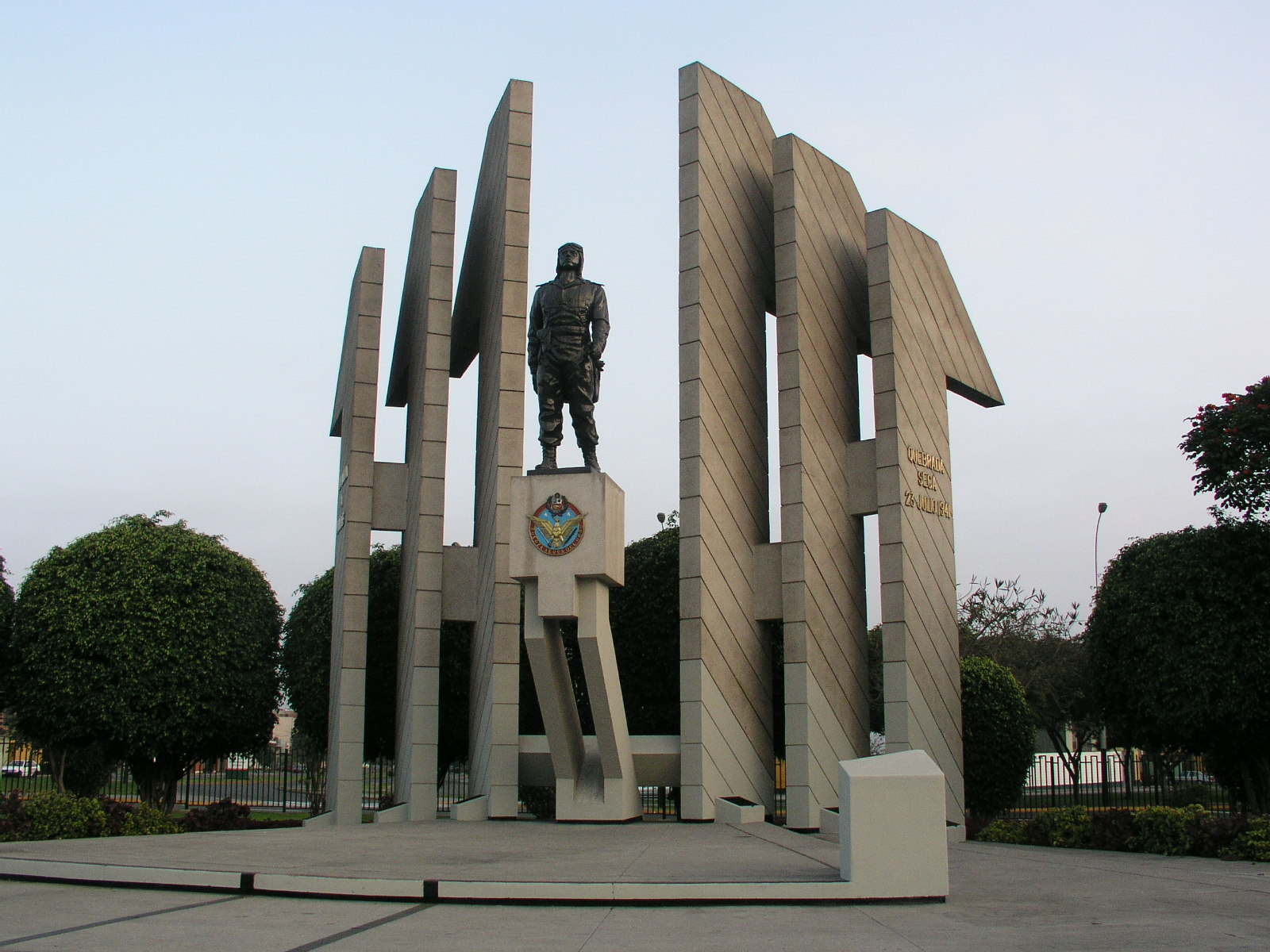
Monumento a Quiñones en el distrito de San Isidro, Lima.

El 23 de julio de 1941, la 41.ª Escuadrilla peruana despegó de Tumbes para cumplir una misión, al mando del teniente comandante CAP Antonio Alberti e integrada por los tenientes CAP Fernando Paraud y José A. Quiñones y el alférez CAP Manuel Rivera, a bordo de sus aviones caza North American NA-50 o Toritos. La misión consistía en bombardear el puesto ecuatoriano de Quebrada Seca, donde estos habían concentrado el grueso de su artillería antiaérea y colocado ametralladoras.
Pocos minutos después de la partida ya estaban sobre el objetivo e iniciaron el bombardeo del puesto ecuatoriano de Quebrada Seca. Cuando el aparato pilotado por el teniente Quiñones, efectuó el descenso para lanzar sus bombas, fue alcanzado por el fuego antiaéreo ecuatoriano. En vez de saltar del avión y utilizar su paracaídas, en cuyo uso era diestro, Quiñones enrumbó su máquina hacia el blanco ecuatoriano, estrellándose y muriendo en el acto. Los otros aviones que conformaban la Escuadrilla 41 continuaron con su misión y efectuaron un siguiente ataque, retornando a Tumbes.

### Jambelí
El destructor peruano Almirante Villar zarpó de Zorritos con la misión de ingresar en aguas ecuatorianas y efectuar tareas de patrullaje y reconocimiento en la zona. Fue entonces, que hallándose en inmediaciones del canal de Jambelí, divisó al cañonero ecuatoriano Abdón Calderón. El buque ecuatoriano, que se hallaba en tránsito hacia Guayaquil, nada más reconocer al buque peruano, viró 180° respecto a su rumbo, emprendiendo una huida hacia Puerto Bolívar mientras efectuaba disparos. El Almirante Villar hizo lo propio maniobrando en círculos evitando aproximarse demasiado a la costa (por el bajo fondo allí existente). Tras 21 minutos de intercambio de disparos por parte de ambos lados, concluyó el incidente.
El Calderón también repelió varios de los ataques aéreos peruanos. No obstante las acciones aisladas de algunas unidades ecuatorianas, la falta de soldados profesionales, de armamento y de adiestramiento de los ecuatorianos dejó el incidente inconcluso, pero no supuso en nada un quiebre o desafío al dominio peruano en el golfo de Guayaquil.

### Puerto Bolívar
El 28 de julio, los submarinos "R-1" y "R-2" efectuaron un reconocimiento en la boca del Canal de Jambelí a fin de detectar la presencia de artillería. Al día siguiente, el crucero Coronel Bolognesi y el Almirante Guise, durante el patrullaje frente al canal de Jambelí, realizaron el bombardeo sobre Punta Jambelí y Puerto Bolívar, en preparación al avance peruano sobre El Oro.
Finalmente, previa la orden de cese de hostilidades, efectiva desde el 31 de julio a 18:00 horas, la Comandancia General de la Escuadra recibió instrucciones de efectuar la captura de Puerto Bolívar, acción que fue cumplida por personal naval procedente del crucero Coronel Bolognesi y del remolcador Guardián Ríos, buque al que se le encargó ejecutar la misión. Ese mismo día, en Puerto Bolívar desembarcó una sección con 20 hombres a cargo del teniente segundo Jesús Polar Valdivia de la dotación del Coronel Bolognesi, quienes se hallaron con la novedad que Puerto Bolívar había sido evacuado a consecuencia de los bombardeos de la Escuadra y del Cuerpo Aéreo, hallando asimismo la unidad de la Compañía de Paracaidistas del Cuerpo de Aviación del Perú que eficazmente tomaron el puerto ecuatoriano de Puerto Bolívar el 31 de julio de 1941, pasando a la historia de la aviación militar, en lo que se considera la primera vez que se utilizaron fuerzas aerotransportadas en toda América.

## Epílogo
Las tropas peruanas gobernaron y restauraron el orden en las zonas de ocupación ecuatorianas, además de restablecer las actividades comerciales y de telecomunicaciones.
El gobierno del Ecuador, liderado por el doctor Carlos Alberto Arroyo del Río, firmó el Protocolo de Río de Janeiro el 29 de enero de 1942 con lo que el Ecuador renuncia a su pretensión de una salida soberana al río Amazonas.
El 12 de febrero de 1942 las tropas peruanas desocuparon la provincia ecuatoriana de El Oro.